# Copa del Món Femenina de Futbol de 1991
La Copa del Món de Futbol Femení de 1991 va ser la primera edició de torneig organitzat per la Federació Internacional de Futbol (FIFA). Iniciat en 16 de novembre i acabant en 30 de novembre de 1991. La seva seu estava a la Xina. Va participar en el concurs dotze països. Es van disputar vint-i-sis partits de competició.

## Equips
| - Àfrica (CAF) - Nigèria - Àsia (AFC) - R.P. de la Xina - Japó - Xina Taipei - Sudamerica (CONMEBOL) - Brasil - Oceania (OFC) - Nova Zelanda | - Europa (UEFA) - Dinamarca - Alemanya - Itàlia - Noruega - Suècia - Amèrica del Nord, Central i el Carib (CONCACAF) - Estats Units |

## Àrbitres
| Àfrica - Omer Yengo - Fethi Boucetta Àsia - Dai Yuguang - Haiseng Li - Jun Lu - Xuezhi Wang - Yu Jingyin - Zuo Xiudi - Raja Shrestha Gyanu Amèrica del Nord i Central - Rafael Rodriguez Medina - Maria Herrera Garcia | Amèrica del Sud - Claudia Vasconcelos - Salvador Imperatore - John Jairo Toro Europa - Gertrud Regus - Nikakis Vassilios - James McCluskey - Ingrid Jonsson - Vadim Zhuk Oceania - Linda May Black |

## Fase de Grups
Font: FIFA Technical Report

### Grup A
| Selecció        | Pts | J | V | E | D | GM | GS |     |
| --------------- | --- | - | - | - | - | -- | -- | --- |
| R.P. de la Xina | 5   | 3 | 2 | 1 | 0 | 10 | 3  | +7  |
| Noruega         | 4   | 3 | 2 | 0 | 1 | 6  | 5  | +1  |
| Dinamarca       | 3   | 3 | 1 | 1 | 1 | 6  | 4  | +2  |
| Nova Zelanda    | 0   | 3 | 0 | 0 | 3 | 1  | 11 | -10 |

#### Partits
| Xina      | 4-0 | Noruega      |
| Dinamarca | 3-0 | Nova Zelanda |
| Noruega   | 4-0 | Nova Zelanda |
| Xina      | 2-2 | Dinamarca    |
| Xina      | 4-1 | Nova Zelanda |
| Noruega   | 2-1 | Dinamarca    |

### Grup B
| Selecció     | Pts | J | V | E | D | GM | GS |     |
| ------------ | --- | - | - | - | - | -- | -- | --- |
| Estats Units | 6   | 3 | 3 | 0 | 0 | 11 | 2  | +9  |
| Suècia       | 4   | 3 | 2 | 0 | 1 | 12 | 3  | +9  |
| Brasil       | 2   | 3 | 1 | 0 | 2 | 1  | 7  | -6  |
| Japó         | 0   | 3 | 0 | 0 | 3 | 0  | 12 | -12 |

#### Partits
| Japó   | 0-1 | Brasil       |
| Suècia | 2-3 | Estats Units |
| Japó   | 0-8 | Suècia       |
| Brasil | 0-5 | Estats Units |
| Japó   | 0-3 | Estats Units |
| Brasil | 0-2 | Suècia       |

### Grup C
| Selecció    | Pts | J | V | E | D | GM | GS |    |
| ----------- | --- | - | - | - | - | -- | -- | -- |
| Alemanya    | 6   | 3 | 3 | 0 | 0 | 9  | 0  | +9 |
| Itàlia      | 4   | 3 | 2 | 0 | 1 | 6  | 2  | +4 |
| Xina Taipei | 2   | 3 | 1 | 0 | 2 | 2  | 8  | +6 |
| Nigèria     | 0   | 3 | 0 | 0 | 3 | 0  | 7  | -7 |

#### Partits
| Alemanya     | 4-0 | Nigèria  |
| Taipei Xinès | 0-5 | Itàlia   |
| Itàlia       | 1-0 | Nigèria  |
| Taipei Xinès | 0-3 | Alemanya |
| Taipei Xinès | 2-0 | Nigèria  |
| Itàlia       | 0-2 | Alemanya |

## Etapes Finals
Per a aquesta fase apuravam fins als dos primers de cada grup i els dos millors classificats en 3r lloc.
|  | Quarts de final | Quarts de final |              |        | Semifinals  | Semifinals  |  |  | Final | Final |
|  |                 |                 |              |        |             |             |  |  |       |       |
|  |                 |                 |              |        |             |             |  |  |       |       |
|  |                 |                 |              |        |             |             |  |  |       |       |
|  | Dinamarca       | 1               |              |        |             |             |  |  |       |       |
|  | Dinamarca       | 1               |              |        |             |             |  |  |       |       |
|  | Alemanya        | 2               |              |        |             |             |  |  |       |       |
|  | Alemanya        | 2               | Alemanya     | 2      |             |             |  |  |       |       |
|  |                 |                 | Alemanya     | 2      |             |             |  |  |       |       |
|  |                 | Estats Units    | 5            |        |             |             |  |  |       |       |
|  | Estats Units    | Estats Units    | 5            | 7      |             |             |  |  |       |       |
|  | Estats Units    |                 |              | 7      |             |             |  |  |       |       |
|  | Xina Taipei     | 0               |              |        |             |             |  |  |       |       |
|  | Xina Taipei     | 0               | Estats Units | 2      |             |             |  |  |       |       |
|  |                 |                 | Estats Units | 2      |             |             |  |  |       |       |
|  |                 | Noruega         | 1            |        |             |             |  |  |       |       |
|  | R.P. de la Xina | Noruega         | 1            | 0      |             |             |  |  |       |       |
|  | R.P. de la Xina |                 |              | 0      |             |             |  |  |       |       |
|  | Suècia          | 1               |              |        |             |             |  |  |       |       |
|  | Suècia          | 1               | Suècia       | 1      | Tercer lloc | Tercer lloc |  |  |       |       |
|  |                 |                 | Suècia       | 1      | Tercer lloc | Tercer lloc |  |  |       |       |
|  |                 | Noruega         | 4            |        |             |             |  |  |       |       |
|  | Noruega         | Noruega         | 4            | 3      | Alemanya    | 0           |  |  |       |       |
|  | Noruega         |                 |              | 3      | Alemanya    | 0           |  |  |       |       |
|  | Itàlia          | 2               |              | Suècia | 4           |             |  |  |       |       |
|  | Itàlia          | 2               |              |        | 4           |             |  |  |       |       |
|  |                 |                 |              |        |             |             |  |  |       |       |
|  |                 |                 |              |        |             |             |  |  |       |       |

Font: FIFA Technical Report

## Campions
| Copa del Món Femenina de Futbol de 1991 |
| --------------------------------------- |
| ESTATS UNITS Campions (1º títol)        |

## Qualificació-Final
| - 1º- Estats Units - 2º- Noruega - 3º- Suècia - 4º- Alemanya - 5º- R.P. de la Xina - 6º- Itàlia | - 7º- Dinamarca - 8º- Xina Taipei - 9º- Brasil - 10º- Nigèria - 11º- Nova Zelanda - 12º- Japó |

Font: FIFA Technical Report

## Premis
| Bota d'Or:     | Pilota d'Or:   | Fair Play de la FIFA Trophy: |
| -------------- | -------------- | ---------------------------- |
| Michelle Akers | Carin Jennings | Alemanya                     |

Font: FIFA